# Anatolij Końkow
Anatolij Dmytrowycz Końkow (ukr. Анатолій Дмитрович Коньков, ros. Анатолий Дмитриевич Коньков, Anatolij Dmitrijewicz Końkow; ur. 19 września 1949 w Krasnym Łuczu -4 października 2024) – ukraiński piłkarz, grający na pozycji pomocnika oraz stopera, reprezentant Związku Radzieckiego, olimpijczyk, trener. Mistrz sportu ZSRR (od 1969), mistrz sportu kategorii międzynarodowej (od 1975), honorowy mistrz sportu ZSRR (od 1982).

## Kariera piłkarska

### Kariera klubowa
Jako dziesięciolatek występował w drużynie Awanhard Kramatorsk. Debiutował w podstawowym składzie w 1965. W 1968 już występował wtedy w drugoligowym zespole Szachtara Donieck. Był pierwszym piłkarzem który grając w drugoligowej drużynie występował w „Sbornej”. Od 1975 jest piłkarzem Dynama Kijów. Z Dynamem zdobywał największe sukcesy: Mistrzostwo ZSRR w 1975, 1977, 1980, 1981, krajowy puchar w 1978, Puchar Zdobywców Pucharów w sezonie 1974/1975 oraz Superpuchar Europy w 1975. Karierę zakończył w 1981.

### Kariera reprezentacyjna
W latach 1971–1978 wystąpił w 47 meczach radzieckiej reprezentacji, strzelając 8 bramek. Zdobył brązowy medal igrzysk olimpijskich – w 1976 w Montrealu. Grał na mistrzostwach Europy w 1972, na których radziecka drużyna zajęła drugie miejsce.

## Kariera trenerska
Po zakończeniu kariery zawodniczej trenował kluby: Tawrija Symferopol, Szachtar Donieck, Zenit Leningrad, Worskła Połtawa, Stal Ałczewsk i İnter Baku. W 2003 pełnił rolę dyrektora sportowego klubu Metałurh Donieck. W 1994 był na czele reprezentacji Ukrainy U-21, a w 1995 kierował reprezentacją Ukrainy. Obecnie jest dyrektorem sportowym Stali Ałczewsk.

### Odznaczenia
- Order „Za zasługi” III klasy: 2004[2]
- Order „Za Zasługi” II klasy: 2015
- Order „Za Zasługi” I klasy: 2020
- tytuł Zasłużonego Pracownika Kultury Fizycznej i Sportu Ukrainy: 2011[3]